# ギリシャの観光
ギリシャの観光では、ギリシャにおける観光についての概略を示す。

## 概略
エーゲ海の風光明媚な島々や古代ギリシャ時代・東ローマ帝国時代の遺跡、世界遺産を数多く有するギリシャでは、観光産業が収入源において重要な位置を占めており、海運業、移民による送金と合わせ三大収入源と化している。また、1970年代より現在まで常に世界の観光市場で15位以内をキープしている。年度別観光客数は以下のとおりである。
世界各国からの観光客
| 年度 | 1957年  | 1958年  | 1959年  | 1960年  | 1961年  | 1990年    | 1995年     | 2000年     | 2004年     |
| 人数 | 260,280 | 276,593 | 339,970 | 399,438 | 440,243 | 8,873,000 | 10,130,000 | 13,096,000 | 16,251,000 |
| ---- | ------- | ------- | ------- | ------- | ------- | --------- | ---------- | ---------- | ---------- |

参考資料：日本からの観光客
| 年度 | 2000年 | 2001年 | 2002年 | 2003年           | 2004年 | 2005年 | 2006年 | 2007年 |
| 人数 | 78,000 | 73,000 | 70,000 | 54,000（56,000） | 56,000 | 79,000 | 50,000 | 57,000 |
| ---- | ------ | ------ | ------ | ---------------- | ------ | ------ | ------ | ------ |

ギリシャにおける観光客は2004年のアテネオリンピック開催時、観光省が再設置されたのを起点に、観光客が増加へ向かうと想像しており、2004年当時の就業先の16,5%、約66万件が何らかの形で観光業に関わっている。また、1950年以降、ギリシャ観光を担ってきたギリシャ政府観光局は観光省の管轄下に置かれ、ギリシャ観光業界の監視、指導を行いギリシャ各地に事務所を構え、案内業務などを行っている。さらに、観光警察（ツーリストポリス）も存在しており、観光案内所の業務時間外、案内所の存在しない地域などで案内業務を行っており、さらに観光警察所属員らは胸に話すことのできる言葉の使用国の国旗を胸に付けており、観光客に対してトラブル解決などの業務を行っている。
ギリシャにおける観光収入（単位 百万ドル）
| 年度 | 1957年 | 1958年 | 1959年 | 1960年 | 1961年 | 1990年 | 1995年 | 2000年 | 2004年 |
| ドル | 4,147  | 3,620  | 4,167  | 5,141  | 6,814  | 23,657 | 11,960 | 17,725 | 29,637 |
| ---- | ------ | ------ | ------ | ------ | ------ | ------ | ------ | ------ | ------ |

## ギリシャ観光の概要
ギリシャへの入国には3ヶ月以内であればパスポートのみ、それ以上であればヴィザが必要である。また、外貨の持込および持ち出しには制限が無く、両替等は銀行、郵便局、両替所であれば正式なレートで交換をしてもらえる。ただし、免税持込枠には制限が存在する。
観光案内所としては公的なものとしてギリシャ政府観光局が主要都市におかれている。さらにその地方、特に島嶼部には市町村観光案内所がその代役を務め、宿泊、交通などの情報を提供している。そのほか、ギリシャ・ツーリング・クラブもギリシャ全域において約40箇所の案内所を設置しており、自動車による旅行のサポートを行っている。

### 交通

#### 自動車
ギリシャではおよそ4万キロにわたる道路網が存在しているが、その多くはカーブや起伏が多い。この30年ほどで改善が進んでいるが、アテネ – パトラ間、アテネ – テッサロニキ間を結ぶ2本の有料道路がもっとも改善された。また、車道の多くは歩行者が多く、山間部では羊の群れやロバも通行しており、田舎では無点灯で走る車も存在する。交通標識はギリシャ文字、ラテン文字の二種類で記載されているが、主要観光地では英語でも表示されている。
ギリシャではバス網が発達しており、地方の旅行ではもっとも便利に活用できる。さらにアテネからは各主要地域への急行バス（座席指定）も整備されており、その連絡もスムーズになるよう設定されている。タクシーはメーター制であるが、同じ方向へ向かう客を同乗させることもめずらしくなく、地方部では乗り合い制となっていることが多い。
レンタカーも観光地や主要島嶼には存在しているが、繁忙期には予約が必要である。なお、ギリシャ国内で車を運転するには国際運転免許証が必要である。制限速度は一般道で80キロ、高速道路は100 - 120キロ、市街地は50キロとなっている。

#### 航空機
アテネを中心として各都市、各島嶼への航空網が整備されている。また、テッサロニキでも整備が行われている。島間では連絡便も整備されているが、こちらは季節運行が多い。各路線の航空機には小型、中型を使用している場合があるので繁忙期を中心に予約をしたほうがよい。

#### 船舶
船便の中心となるのはアテネより地下鉄やバスが運行されているピレウス港が中心となる。また、民間路線はダイヤが頻繁に変更されることが多いので注意が必要。島嶼への運行は主要な地域へは頻繁に便が存在するが、そのほかの島へは週に1から2便しかないこともあるのでこちらも注意が必要である。

#### 鉄道
ギリシャ国内では鉄道網が発達しておらず、総延長は2,547キロ。ただしギリシャ南部では狭軌であり、その延長は982キロである。ただし、速度がバスよりも遅いこともあるので注意が必要

## ギリシャ観光のエピソード
ギリシャ各地を巡った書籍としては、パウサニアスの『ギリシャ案内記』が存在する。これには2世紀のギリシャの各地を巡ったことが記されており、ギリシャの地方やその歴史について記された貴重なものであり、19世紀以降、ギリシャの遺跡発掘に貢献したものである。さらに15世紀にもイタリアの旅行家、クリストフォロ・ブォンデルモンティはクレタ島やエーゲ海島嶼、コンスタンティノープルを巡り、『クレタ島の地誌』や『エーゲ海の島々の地誌』を表し、地図でその表紙が飾られている。さらに同時期にアンコーナのキリアコス（本名：チリアコ・デ・ピッツィコッリ）が存在しており、『考古学の父』と呼ばれるような活動を行い、ギリシャ各地の碑文を筆写し、スケッチを描き、現在に残している。これらの活動はオスマン帝国がギリシャを占領したことにより、一時中断することとなるが、ヤコブ・スポンというドイツ人学者は1674年、キリアコスが訪れて以来、途絶えていた西欧人のアテネを訪問した人物になったが、彼が完全な形で残っていたアクロポリスを最後に見た西欧人となった 。